# Индустријска зона Манзуе (Тревизо)
Индустријска зона Манзуе је насеље у Италији у округу Тревизо, региону Венето.
Према процени из 2011. у насељу је живело 4 становника. Насеље се налази на надморској висини од 13 м.